# Eilandenketen

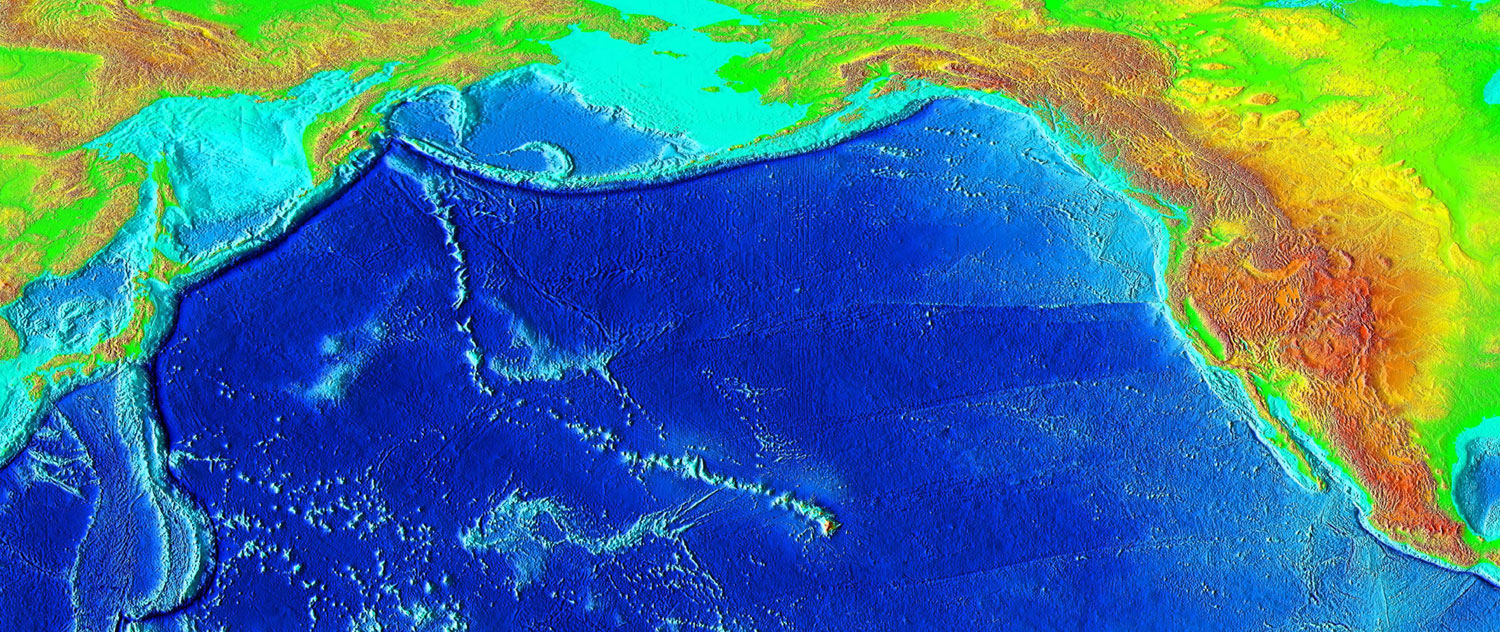
Kaart van de noordelijke Grote Oceaan met de onderzeese rug de Hawaï-Emperorketen lopend in noordwestelijke richting vanaf het eiland Hawaï in het midden

Het woord eiland(en)keten wordt gebruikt voor eilandengroepen waarvan de individuele eilanden zich in een lijn in het verlengde van elkaar bevinden. Meestal is een eilandenketen van vulkanologische oorsprong. Wanneer een eilandenketen zich aan de rand van een subductiezone bevindt, gaat het meestal om een eilandboog. Wanneer de eilandketen zich min of meer in een rechte lijn begeeft, is ze meestal ontstaan door het schuiven van een lithosferische plaat over een mantelpluim waarbij van tijd tot tijd nieuwe vulkanen ontstaan, die afdrijven en uitdoven. Een voorbeeld van de laatste zijn de Hawaïaanse eilanden.

## Lijst van eilandenketens
Voorbeelden van eilandenketens zijn:
- Aleoeten (sikkelvormige eilandenketen)
- Kleine Antillen (Caraïben), (Cuba tot Aruba; bijna 3500 kilometer lang)
  - Bovenwindse Eilanden
  - Benedenwindse Eilanden
- Eolische eilandenbogen (Italië)
- Bermuda
- Florida Keys (ongeveer 350 kilometer lang)
- Waddeneilanden
- Hawaï-Emperorketen (met Hawaï als eindpunt; ruim 3000 kilometer lijnrecht naar het noordwesten van de Grote Oceaan)
- Kornaten (Kroatië)
- Canarische Eilanden (Noordwest-Afrika)
- Lofoten
- Mascarenen (Indische Oceaan)
- Eilandenbogen van de Nieuwe Hebriden (Vanuatu; in het zuidwesten van de Grote Oceaan)
- Oost-Aziatische eilandenbogen in de Grote Oceaan van de Koerilen tot Taiwan
  - Koerilen (1200 kilometer)
  - Japanse archipel (ongeveer 5000 kilometer; de grootste eilanden zijn Sachalin (Russisch), Hokkaido, Honshu, Shikoku en Kyushu)
  - Riukiu-eilanden met Okinawa
- Soendaboog (Andamanen, Nicobaren, Sumatra, Java en Kleine Soenda-eilanden)
- Tuvalu-eilandenketen